# Last Exile
Last Exile (ラストエグザイル?, Rasuto Eguzairu) è una serie televisiva anime creata dallo studio Gonzo. È caratterizzata da un team di produzione guidato dal regista Koichi Chigira, dal character designer Range Murata e dallo scenografo Mahiro Maeda. I tre avevano già lavorato insieme in Blue submarine no. 6, uno dei primi anime in computer grafica. Last Exile è stato trasmesso in prima visione su TV Tokyo il 7 aprile 2003 ed è andato avanti per ventisei episodi sino alla sua conclusione avvenuta il 29 settembre 2003.
La storia è ambientata nell'immaginario mondo di Prester, dove gli abitanti utilizzano veicoli aerei conosciuti come vanship come mezzo di trasporto. In questo mondo, diviso da un eterno conflitto tra le nazioni di Anatore e di Disith, il corriere del cielo Claus Valca e l'amica meccanica Lavie Head devono consegnare una ragazza che è la chiave per unire le due fazioni e svelare il mistero del leggendario Exile. Sebbene Prester in sé non sia una rappresentazione della Terra, è dotato di una tecnologia che ricorda il XIX secolo in Europa, agli albori della rivoluzione industriale. Molti dei suoi disegni sono stati ispirati anche dai progressi tecnologici della Germania durante il periodo tra le due guerre.
Last Exile è stato pubblicato in lingua inglese dalla Geneon Entertainment (all'epoca Pioneer Entertainment) nel giugno 2003, due mesi dopo l'inizio delle trasmissioni in Giappone. In Italia la serie è stata trasmessa da MTV nel 2004 e ritrasmessa nell'autunno del 2005.
Last Exile è in sé anche il nome della serie iniziata con l'omonimo anime del 2003, e poi proseguita con il manga ed anime del 2011 Last Exile ~Ginyoku No Fam~ (noto nei paesi anglofoni come Last Exile: Fam, The Silver Wing) e con il manga Last Exile - Sunadokei no Tabibito (Last Exile: Travelers from the Hourglass in inglese), anch'esso del 2011; Last Exile - Sunadokei no Tabibito è una breve opera che fa da estensione al primo Last Exile, in quanto narra della vita sulla Terra dei protagonisti del primo anime, mentre Last Exile ~Ginyoku No Fam~ è incentrata sulle avventure sempre sul pianeta Terra di altri protagonisti della serie, benché alcuni personaggi di Last Exile siano coinvolti.

## Trama

### Last Exile
La storia ruota intorno al pilota quindicenne Claus Valca, ed alla navigatrice Lavie Head, che volano con la loro vanship come corrieri del cielo nella nazione di Anatoray. Anche se di solito accettano missioni di difficoltà relativamente bassa, un giorno si trovano costretti a portare a termine la missione di un corriere morto. La missione, valutata sette stelle su dieci come difficoltà, è quella di portare una giovane ragazza di nome Alvis Hamilton presso la misteriosa corazzata Silvana. Nonostante le loro paure, Claus e Lavie consegneranno Alvis alla corazzata, ma decideranno di rimanere a bordo per proteggerla.
Claus e Lavie sono inizialmente trattati come intrusi, ma alla fine stringeranno amicizia con l'equipaggio della Silvana. I due giovani scopriranno che la Gilda intende catturare Alvis per motivi a loro sconosciuti. Nella prima battaglia tra la Silvana e le forze di combattimento della Gilda, il membro della Gilda Dio Eraclea dimostra interesse nelle abilità di volo di Claus e nella sua mossa speciale, l'Immelmann turn. Volendo indagare su Claus, Dio si lascia deliberatamente catturare dalla corazzata Silvana. Quindi Dio Eraclea rivela ad Alex Row, capitano della corazzata, uno dei quattro Mysterion che agiscono come una chiave per qualcosa di noto come Exile.
Quando l'ufficiale esecutivo della Silvana, Sophia Forrester, si rivela essere la figlia dell'Imperatore ed erede al trono, la giovane fa ritorno ad Anatoray su richiesta del primo ministro. Sophia eredita il trono dopo l'omicidio dell'imperatore durante un attacco a sorpresa nella capitale di Disith, e tratta per un'alleanza con Disith per catturare Exile e porre fine al controllo della gilda. Sophia rivela a Claus che Alvis è in qualche modo legata al Mysterion, ma prima di venirne a capo, Alvis viene catturata dalla Gilda.
Delphine Eraclea, il Maestro della Gilda, rivela che Exile è una nave colonia usata da coloro che per primi arrivarono sul loro pianeta, ed ha intenzione di utilizzare Alvis per prendere il controllo di essa. Tuttavia, Claus ed Alvis riescono a fuggire dalla roccaforte della gilda e si riuniscono con Lavie al momento in cui iniziano gli attacchi della flotta dell'alleanza. La flotta segue l'Exile oltre il Grand Stream ed entra a Disith, sconfiggendo infine le flotte di Delphine. Dopo che Claus e Alvis recitano i quattro Mysterion, la Exile si rivela come la nave che porterà la gente in un nuovo mondo senza conflitti.

#### Sottotrame
I rapporti affettivi tra alcuni protagonisti sono molto stretti; Claus e Lavie, Dio e Lucciola, Tatiana e Alister, Alex e Sophia, sono coppie unite da una profonda amicizia... e forse da qualcosa di più.
Claus e Lavie sono cresciuti insieme, superando delle grosse difficoltà, e verso la fine della serie sono sempre più vicini.
Mullin per un certo periodo ha fatto la "corte" a Lavie e a Tatiana, ma poi ha lasciato perdere. Verso la fine della serie inizia una nuova storia con una ragazza di Disith, Dunja Sheer, contro cui aveva finora combattuto, sembra morire nell'attacco all'unità Claudia della sua nave, ma compare alla fine dell'ultimo episodio con un bambino sulle spalle (uno dei fratellini di Dunja)
Dio e Lucciola sono uniti da un legame particolare, Dio considera infatti Lucciola come suo unico amico, fin dall'infanzia; quest'ultimo però è stato cresciuto in modo da negare ogni sua emozione, e non si rende conto di cosa provi per il suo padrone fino alla fine. A questo sentimento dà il nome di "amico".
Sophia è chiaramente innamorata del comandante Alex, che però vive solo per vendicare la sua ragazza Eulice, morta nel Grand Stream per colpa di Delphine.
Tatiana e Claus, nel corso di una missione a bordo di una vanship, precipitano nel deserto, e sono costretti a vivere a stretto contatto per qualche tempo. Quando riescono a tornare a bordo della Sylvana, Lavie è gelosa e si sente tradita da Claus.
Sophia ha baciato Claus, probabilmente durante un momento di debolezza.
Vincent Alzey, amico di lunga data di Alex, ha un debole per l'imperatrice Sophia, ma è anche pienamente consapevole che lei è innamorata di Alex.

#### Mysterion
I Mysterion, parti di un'unica poesia composte da una domanda e la relativa risposta, sono le quattro frasi chiave necessarie a disattivare il sistema di difesa della nave interstellare Exile, costituito dall'impenetrabile bozzolo metallico:
- ciò che si trova al di là del cielo... quel che guida il bambino smarrito alla mano della madre: l'Exile
- le onde che d'oro tingono la terra... il soffio misericordioso che alimenta la vita: la terra ricoperta di grano
- il sentiero della discesa degli angeli... il sentiero del grande vento: il Grand Stream
- ciò che si trova al di là della memoria... il luogo da cui tutto ha origine, il luogo a cui tutto ritorna: il pianeta azzurro

### Last Exile: Fam, The Silver Wing

Copertina del primo volume dell'edizione italiana di Fam, The Silver Wing

La storia si svolge due anni dopo gli eventi di Last Exile, Last Exile: Fam, The Silver Wing è ambientato sulla Terra, il pianeta originale dei coloni di Prester. La nuova storia segue Fam Fan Fan e Giselle Collette, due piloti di vespa vanship che lavorano in un gruppo di pirati del cielo, che catturano e rivendono navi da guerra per sopravvivere.
Fam e Giselle finiscono in un'avventura più grande di loro, quando loro ed il loro gruppo di pirati del cielo salvano Liliana "il Grazioso Merlo" Turan e sua sorella minore, Millia "Il Velch Cutrettola" Turan, principesse del regno di Turan, dalle grinfie della potente federazione Ades. La federazione, guidata dall'imperatrice Sārā Augusta e dal Premier Luscinia Hāfez, è in guerra contro tutte le nazioni che discendono dagli immigrati arrivati sulla Terra con la nave Exile. dato che Ades era l'unica nazione ad essere rimasta sulla Terra quando era in uno stato di caos e rovina, Luscinia ritiene che gli immigrati in esilio non abbiano alcun diritto di tornare sulla Terra dato che i loro antenati abbandonarono la Terra, quando era nel caos per poi tornare quando la Terra era l'unica alternativa, cacciando gli abitanti originari della Terra dalle loro terre. Per restituire queste terre ai loro abitanti originari, Luscinia conduce la Federazione Ades a conquistare i popoli immigrati e distruggere i loro eserciti, con il regno di Turan che fa parte di questi popoli.
Dopo che Luscinia rapisce Liliana, che ha l'abilità di controllare un Exile, Luscinia invoca un Exile per distruggere Iglasia, la capitale di Turan, uccidendo i suoi soldati ed il re di Turan, e costringendo la resa di Turan ad Ades. Avendo perso tutto ciò su cui contava, Millia trova rifugio fra i pirati del cielo, e Fam le promette di aiutarla a riconquistare il proprio regno.

### Last Exile: Travelers from the Hourglass

Copertina del primo volume dell'edizione italiana di Travelers from the Hourglass

Il manga Last Exile: Travelers from the Hourglass è un breve sequel del primo anime Last Exile, in quanto narra delle avventure sulla Terra di quei protagonisti di Last Exile che lasciarono il pianeta artificiale Prester a bordo dell'Exile, ovvero Claus, Lavie, Alvis, Tatiana, Alister, Mullin, Dunya e Holly Mad-thane. Stabilitisi in una fattoria, il gruppo si ritrova ancora una volta braccato dalla Gilda che ha sempre come obbiettivo la cattura di Alvis Hamilton. L'opera è composta da 11 capitoli.

## Ambientazione
Il mondo di Prester è abitato da due popoli: la gente del regno di Anatore e quella del regno di Disith. Su tutto regna la Gilda che ha il ruolo di fare da supervisore tra i vari contendenti durante uno scontro. I due popoli non possono comunicare facilmente tra loro a causa del Grand Stream, un tratto di cielo caratterizzato da vento fortissimo, foschia e condizioni meteorologiche impraticabili che ne rendono quasi impossibile l'attraversamento.
In seguito ad un brusco abbassamento della temperatura e ad un radicale cambiamento delle condizioni climatiche, l'impero di Disith decide di attraversare il Grand Stream con la sua flotta navale, ed occupare Anatore. All'inizio della storia i due regni sono ormai da tempo coinvolti in una lunga ed estenuante guerra.

### Nazioni
Anatore
Anatore è una delle due nazioni rivali di Prestel. È separata da Disith unicamente dal Grand Stream; le sue navi da guerra sono di colore verde come la Claimh Solais (ammiraglia della Flotta comandata dal Marchese Mad Thane, sulla quale presta servizio come fuciliere Mullin Shetland), mentre i militari vestono una divisa blu. È inoltre la nazione natale di Claus e Lavie. L'acqua è divenuta preziosissima a causa della grave siccità che ha colpito Anatore, e questa piaga si è sommata alle altre motivazioni che hanno spinto la nazione ad entrare in guerra con Disith.
A questa nazione appartengono anche le navi di Classe Urbanus, le prime, oltre la Silvana, a possedere una unità Claudia indipendente.
È un impero e la distinzione al suo interno tra le classi sociali è forte, benché una parte degli aristocratici della nazione sia ormai decaduta.
Disith
Disith è l'altra nazione coinvolta nel conflitto. Le sue navi sono di colore bianco, mentre i militari vestono una divisa rossa. Questa nazione è interamente avvolta nel ghiaccio a causa di una grave glaciazione che ha reso impossibile vivere dei frutti prodotti dalla terra spingendola ad un disperato tentativo d'invasione nei confronti della nazione rivale.
Gilda
La Gilda è un'organizzazione super partes, unica padrona dei cieli in quanto possiede la tecnologia per sfruttare a fondo l'energia contenuta nel minerale CLAUDIA. Produce e concede, ad entrambi gli schieramenti le UNITA' CLAUDIA, tanto potenti che permettono alle navi di volare (senza l'ausilio di ali), si arroga il diritto di revocarne arbitrariamente il noleggio, ha il privilegio di ispezionare qualsiasi nave e di gestire l'estrazione del prezioso minerale.
Osserva ed organizza le battaglie, vegliando sul fatto che siano rispettate le regole della cavalleria e, una volta terminati gli scontri, ne rende ufficiale il risultato. Sembra neutrale, ma in realtà fomenta lo scontro per aumentare il suo potere, che risiede proprio nella necessità, da parte dei contendenti, di possedere flotte aeree da guerra.

## Personaggi
Claus Valca (Κλαυς Βαλκα)
Doppiato da Mayumi Asano (ed. giapponese), Alessio De Filippis (ed. italiana)
Un quindicenne pilota di vanship della "Norkia Vanship Organization". Il suo navigatore è Lavie Head, la ragazza con cui è cresciuto e a cui è molto affezionato. Claus ha sempre vissuto tra i piloti: suo padre Hamilcar era un corriere famoso, che solcava i cieli insieme al padre di Lavie, George. Dopo la morte dei genitori, Claus si concentra nel suo obiettivo di diventare un pilota di vanship professionista: è sempre molto determinato e si preoccupa di portare a termine ogni missione che accetta. È molto protettivo nei confronti di Lavie e di Alvis. Dopo aver intuito l'importanza della Silvana, decide di restare a bordo e diventare un pilota militare.
Hamilcar Valka può essere una traslitterazione del nome latino di Amilcare Barca, padre del cartaginese Annibale, celebre navigatore e "Barca" significa in cartaginese lampo.
Lavie Head (Λαβη Εαδ)
Doppiata da Chiwa Saito (ed. giapponese), Letizia Ciampa (ed. italiana)
Ragazza quindicenne, navigatore/meccanico di vanship, lavora con Claus per la "Norkia Vanship Organization"; è fiera del suo lavoro e molto orgogliosa della sua vanship. A differenza di Claus, preferisce la vita spensierata del corriere a quella del militare e non è a suo agio sulla Silvana. È affezionata a Claus tanto da diventare gelosa quando Tatiana si interessa a lui.
Alvis Hamilton (Αλβις 'Αμιλτον)
Doppiata da Anna Shiraki (ed. giapponese), Eva Padoan (ed. italiana)
"Al" è una bambina di undici anni, il "carico" che Claus accetta di consegnare ad Alex, capitano della Silvana. È ricercata dalla Gilda in quanto "chiave" dell'Exile, condizione di cui non sa nulla finché non parla con Deeo (Pronuncia Dio). Si affeziona molto a Claus e Lavie. 
Alex Row (Αλεξ Ρω)
Doppiato da: Toshiyuki Morikawa (ed. giapponese), Massimo De Ambrosis (ed. italiana)
Freddo e calcolatore, abile stratega, Alex è il capitano della Silvana "che uccide tutti". Ha ricevuto il compito di proteggere Alvis dalla Gilda ed è alla ricerca dei Mysterion dell'Exile. Si distacca sia da Disith che da Anatore, governando la sua nave in maniera del tutto indipendente (ed è pertanto ricercato da entrambi i paesi). È stato il pilota della vanship che è poi diventata di Claus e Lavie. Ha circa 28 anni.
Sophia Forrester (Σοφια Φορεστρ)
Doppiata da Wakana Yamazaki (ed. giapponese), Barbara De Bortoli (ed. italiana)
Ha circa diciannove anni ed è il primo ufficiale della Silvana. È una delle poche persone che godono della fiducia di Alex, tanto che spesso le viene lasciato il comando della nave. È attratta da Alex, ma deve abbandonare la nave per succedere al re di Anatore, di cui è figlia.
Tatiana Wisla (Τατιανα Φισλα)
Doppiata da Eri Kitamura (ed. giapponese), Letizia Scifoni (ed. italiana)
Discendente del nobile casato Wisla di Anatore, è un'esperta pilota militare di vanship (probabilmente la miglior pilota di tutto Prestel, a parte Alex). Invia tutti i suoi guadagni alla famiglia, perché suo padre possa curarsi. Pilota una vanship rossa, per distinguersi da tutte le altre vanship, insieme al suo navigatore (e migliore amica) Alister; probabilmente è un elemento che potrebbe essere stato ispirato dal famoso Barone Rosso Manfred von Richthofen, aviatore tedesco della prima guerra mondiale, che si distingueva per il colore del suo aereo. Dopo aver conosciuto Claus e dovendone riconoscere la bravura come pilota, comincia ad affezionarsi a lui.
Alister Agrew (Αλιστρ Αγγρω)
Doppiata da Natsuko Kuwatani (ed. giapponese), Ilaria Latini (ed. italiana)
Amica e confidente di Tatiana, è anche il suo navigatore. Molto timida e riservata, è colpita dall'arrivo di Claus e dall'effetto che questo ha su Tatiana. Nonostante l'apparenza, è un navigatore esperto ed ha molto da insegnare a Lavie.
Dio Eraclea (Διο Ελακλαρ)
Doppiato da Junko Noda (ed. giapponese), Fabrizio De Flaviis (ed. italiana)
Fratello minore del Maestro della Gilda, Delphine Eraclea, è un ragazzo di 16 anni vissuto all'ombra della sorella. È viziato e incosciente e tratta molte cose pericolose come fossero un gioco, comprese le battaglie aeree. Si affeziona molto a Claus, che inizialmente lo tratta con sospetto, considerandolo un pericolo per Alvis. Viaggia sempre insieme a Lucciola, il suo unico amico.
Decide di scappare dalla sorella per evitare di compiere l'anno del suo compleanno in cui diventerà un uomo, cosa dalla quale sembra parecchio terrorizzato. Si unisce infine insieme a Lucciola con Claus sulla Silvana.
Lucciola
Doppiata da Tomoe Hanba (ed. giapponese), Stefano De Filippis (ed. italiana)
È la guardia del corpo di Dio, e suo migliore amico fin dall'infanzia. Taciturno e apparentemente senza espressione, è stato cresciuto in maniera molto rigida, infatti è restio ad esprimere le proprie emozioni e a gestire i suoi sentimenti. È un esperto di arti marziali.
Mullin Shetland (Μαλην Σετλανδ)
Doppiato da Shinichirō Miki (ed. giapponese), Simone D'Andrea (ed. italiana)
Fuciliere diciannovenne della nave Claimh Solais di Anatore; ha combattuto in 19 battaglie e gli mancano solo due medaglie per smettere di essere un fuciliere. Entra a far parte dell'equipaggio della Silvana dopo aver conosciuto Lavie, per cui esprime una certa simpatia.

## Media

### Anime
Last Exile è stato trasmesso in prima visione in Giappone su TV Tokyo dal 7 aprile al 29 settembre 2003, per un totale di 26 episodi. La Victor Entertainment ha pubblicato un totale di tredici DVD fra il 23 luglio 2003 ed il 21 luglio 2004. Il 21 novembre 2004 è stato poi pubblicato un box contenente tutti i DVD, mentre una versione deluxe dello stesso box aveva allegato un modellino, un breve racconto ed una raccolta di illustrazione del character designer Range Murata. Negli Stati Uniti, la Pioneer Entertainment (in seguito Geneon Entertainment) ha licenziato la serie a giugno 2003, due mesi dopo l'inizio delle trasmissioni in Giappone, ed il primo DVD è stato pubblicato il 18 novembre. TechTV ha trasmesso la serie in lingua inglese a partire dall'8 marzo 2004. I primi tredici episodi sono andati in onda di notte, sino al 14 marzo, i restanti episodi sono stati trasmessi a partire dal 6 dicembre quando il canale è stato unito a G4techTV. Tutti e 26 gli episodi sono stati trasmessi in una maratona andata in onda il giorno di Natale. In italiano, la serie è stata adattata dalla Shin Vision e trasmessa da MTV a partire dal 30 marzo 2004. La sigla di apertura utilizzata nell'edizione giapponese è Cloud Age Symphony, cantata da Shuntaro Okino, mentre quella di chiusura è Over The Sky cantata da Hitomi.
Il 1º febbraio 2011, lo studio Gonzo ha rivelato che era in produzione un seguito della serie, intitolata Last Exile -Fam, The Silver Wing- (ラストエグザイル～銀翼のファム～?, Rasuto Eguzairu Gin'yoku no Famu). L'anime avrebbe avuto una nuova storia, nuovi personaggi ed un nuovo mecha design. La nuova serie è stata trasmessa in Giappone dal 15 ottobre 2011 a marzo 2012 ed è stata trasmessa simultaneamente da Animax Asia. In Italia la serie è inedita, mentre Funimation Entertainment ha acquisito i diritti per la diffusione via streaming e per il mercato home video nel Nord America, oltre alla possibilità di pubblicare la serie in simulcast con la trasmissione giapponese. La sigla di apertura utilizzata è Buddy, cantata da Maaya Sakamoto, mentre quella di chiusura è Starboard, cantata da Hitomi Kuroishi.
In entrambe le serie, salvo poche eccezioni, i titoli degli episodi contengono riferimenti a mosse, fasi o strategie del gioco degli scacchi, in riferimento alla trama dell'episodio.

## Doppiaggio
| Personaggio        | Doppiatore originale | Doppiatore italiano   |
| ------------------ | -------------------- | --------------------- |
| Claus Valca        | Mayumi Asano         | Alessio De Filippis   |
| Lavie Head         | Chiwa Saitō          | Letizia Ciampa        |
| Alvis E. Hamilton  | Anna Shiraki         | Eva Padoan            |
| Alex Row           | Toshiyuki Morikawa   | Massimo De Ambrosis   |
| Sophia Forrester   | Wakana Yamazaki      | Barbara De Bortoli    |
| Tatiana Wisla      | Eri Kitamura         | Maria Letizia Scifoni |
| Alister Agrew      | Natsuko Kuwatani     | Ilaria Latini         |
| Mullin Shetland    | Shinichiro Miki      | Simone D'Andrea       |
| Dio Eraclea        | Junko Noda           | Fabrizio De Flaviis   |
| Lucciola           | Tomoe Hanba          | Stefano De Filippis   |
| Delphine Eraclea   | Michiko Neya         | Georgia Lepore        |
| David Mad-Thane    | Yosuke Akimoto       | Antonio Sanna         |
| Vincent Arthai     | Hozumi Goda          | Andrea Ward           |
| Imperatore Anatore | Horoichi Kitamura    | Romano Ghini          |
| Consigliere Marius | Yasuo Iwata          | Silvio Anselmo        |
| Godwin             | Unshō Ishizuka       | Saverio Indrio        |
| Gale               | Kiyoyuki Yanada      | Antonio Palumbo       |
| Greyhound          | Ken Yamaguchi        | Gianfranco Miranda    |
| Campbell           | Shigeyori Souya      | Massimiliano Plinio   |
| Benjamin (Ben)     | Masaki Aizawa        | Alessandro Ballico    |
| Ethan              | Tomokazu Seki        | Marco Baroni          |
| Speaker dei titoli | Yukana               | Gemma Donati          |
| Holly Mad-Thane    | Kana Hanazawa        | Gemma Donati          |
| Ufficiale          |                      | Emidio La Vella       |
| Ufficiale di stato |                      | Alberto Angrisano     |
| Vice               |                      | Carlo Scipioni        |
| Graf               | Ryuji Mizuno         | Domenico Maugeri      |
| Marc               | Hiroshi Naka         | Roberto Draghetti     |
| Briant             | Hiroshi Naka         | Stefano Ruffini       |
| Worsley            | Hiroshi Naka         | Stefano Oppedisano    |
| Reciuse            | Kazuhiro Yamaji      | Sergio Di Giulio      |
| Taisho             |                      | Massimo Gentile       |
| Jim                | Kenta Miyake         | Stefano Miceli        |
| Sam                |                      | Simone Veltroni       |
| Lady Mad-Thane     | Satsuki Yukino       | Giò Giò Rapattoni     |
| Sunny Boy          | Tadashi Aizawa       | Marco De Risi         |
| Fat Chicken        | Seiko Tomoe          | Luigi Ferraro         |
| Hurricane Hawk     | Kouji Ishi           | Gerolamo Alchieri     |
| Ralph Wednesday    | Kitade Naoya         | Angelo Maggi          |
| Cronista           |                      | Roberto Certomà       |
| Walker             | Junko Noda           | Saverio Moriones      |
| Com. Knowles       | Toshihide Tsuchiya   | Gaetano Varcasia      |
| Croupier           |                      | Sergio Sivori         |
| Banco              |                      | Sergio Sivori         |
| Marchese Knowles   |                      | Dario Penne           |
| Giancarlo          | Shigeru Ushiyama     | Roberto Stocchi       |
| Kostabi            | Naoki Makishima      | Vladimiro Conti       |
| Dick               | Yasuhiko Tokuyama    | Michele D'Anca        |
| Giese              | Kouji Tsujitani      | Gianluca Musiu        |
| Greyound           | Ken Yamaguchi        | Gianfranco Miranda    |
| Wina               |                      | Francesca Manicone    |

### Manga
Sono stati pubblicati due manga legati alla serie. Il primo è un adattamento di Last Exile: Fam, The Silver Wing scritto dallo studio Gonzo ed illustrato da Robo Miyamoto ed è serializzato sulla rivista Young Ace pubblicata da Kadokawa Shoten. Il secondo, intitolato Last Exile: Travelers from the Hourglass (ラストエグザイル - 砂時計の旅人?, Rasuto Eguzairu - Sunadokei no Ryojin), è un seguito della prima serie animata, e racconta cosa è successo a Claus ed ai suoi amici dopo gli eventi di Last Exile e prima degli eventi di Last Exile: Fam, The Silver Wing. Il manga è scritto dallo studio Gonzo ed illustrato da Minoru Murao, uno degli animatori originali dell'anime di Last Exile. Last Exile - Travelers from the Hourglass è serializzato sulla rivista Newtype Ace e pubblicato da Kadokawa nel 2011.

### Live action
L'11 febbraio 2005, Anime News Network ha accennato alla possibilità di un adattamento live action di Last Exile, basandosi su un blog di Patrick Macias, giornalista di Animerica ed autore di numerosi saggi sul Giappone e sulla sua cultura. Macias aveva scritto che mentre si trovava al Tokyo International Anime Fair, un impiegato della Gonzo aveva dichiarato che un produttore della New Line Cinema era interessato ad adattare la serie in un film dal vivo. L'8 luglio 2009, alcuni sketch di produzione sono stati diffusi su internet, ma rimossi poco dopo su richieste dei realizzatori. Al 2012, non ci sono notizie del film, cosa che fa pensare che il progetto sia stato cancellato, o effettivamente mai partito.